# Bydgoszcz Hit Festiwal 2010
Bydgoszcz (Sopot) Hit Festiwal 2010 – III edycja widowiska muzycznego Hit Festiwal, która odbyła się w dniach 28-29 sierpnia 2010 w Bydgoszczy w Hali sportowo-widowiskowej Łuczniczka, z powodu remontu Opery Leśnej. W pierwszym dniu został wybrany Polski Hit Lata 2010 (Volver − „Voleremos”), a w drugim Zagraniczny Hit Lata 2010 (Safri Duo & Velile – wspomagani przez bębniarzy Etno Sceny − „Helele”). Festiwal był transmitowany na żywo przez stacje telewizyjne – TVP2, TVP Polonia, TVP HD oraz za pośrednictwem Radia Eska i Eska TV.

## Dzień 1 – Polski Hit Lata 2010

### Półfinał
| Lp. | Artysta                       | Piosenka                        | Głosy  | Miejsce     |
| --- | ----------------------------- | ------------------------------- | ------ | ----------- |
| 1   | Video                         | „Szminki róż”                   | 3,01%  | 12. miejsce |
| 2   | Magda Femme & Iwona Węgrowska | „Jak diament”                   | 6,93%  | 6. miejsce  |
| 3   | Szymon Wydra                  | „Będę sobą”                     | 3,95%  | 10. miejsce |
| 4   | Kalwi & Remi                  | „Kiss”                          | 7,04%  | 5. miejsce  |
| 5   | Kasia Cerekwicka              | „Wszystko czego chcę od ciebie” | 10,55% | 4. miejsce  |
| 6   | Mrozu                         | „Wait Up”                       | 4,42%  | 9. miejsce  |
| 7   | Paweł Stasiak                 | „Ocean codzienności”            | 2,17%  | 13. miejsce |
| 8   | Wet Fingers                   | „Like This”                     | 3,57%  | 11. miejsce |
| 9   | Five Colors                   | „Plastikowa”                    | 0,27%  | 15. miejsce |
| 10  | Roan                          | „Letni udar”                    | 0,86%  | 14. miejsce |
| 11  | The Pupils                    | „Yeaoh”                         | 5,77%  | 7. miejsce  |
| 12  | Robert M                      | „Superbomb”                     | 16,02% | 2. miejsce  |
| 13  | Volver                        | „Volveremos”                    | 17,99% | 1. miejsce  |
| 14  | Candy Girl                    | „Lick It”                       | 5,60%  | 8. miejsce  |
| 15  | IRA                           | „Dlaczego nic”                  | 11,85% | 3. miejsce  |

### Finał
| Lp. | Artysta  | Piosenka       | Głosy  | Miejsce    |
| --- | -------- | -------------- | ------ | ---------- |
| 12  | Robert M | „Superbomb”    | 39,15% | 2. miejsce |
| 13  | Volver   | „Volveremos”   | 41,72% | 1. miejsce |
| 15  | IRA      | „Dlaczego nic” | 19,13% | 3. miejsce |

### Goście specjalni
- Ewa Farna
- Katerine
- Alexandra Burke
- Feel

## Dzień 2 – Zagraniczny Hit Lata 2010

### Półfinał
| Lp. | Artysta             | Piosenka                        | Głosy  | Miejsce     |
| --- | ------------------- | ------------------------------- | ------ | ----------- |
| 1   | Julissa Veloz       | „Take Control”                  | 0,16%  | 14. miejsce |
| 2   | Tom Boxer & Antonia | „Morena”                        | 25,85% | 2. miejsce  |
| 3   | Lou Bega            | „Sweet Like Cola”               | 0,58%  | 10. miejsce |
| 4   | Part Six            | „I’m in Love”                   | −      | −           |
| 5   | Pauline             | „Never Said I Was an Angel”     | 2,08%  | 8. miejsce  |
| 6   | Flanders            | „Time”                          | 8,69%  | 4. miejsce  |
| 7   | Safura              | „Drip Drop”                     | 5,42%  | 5. miejsce  |
| 8   | Graziella Schazad   | „Take on Me”                    | 0,77%  | 9. miejsce  |
| 9   | Saint Lu            | „Don’t Miss Your Own Life”      | 0,28%  | 12. miejsce |
| 10  | Velvet              | „Dancing with Tears in My Eyes” | 3,15%  | 7. miejsce  |
| 11  | Carina Dahl         | „Screw”                         | 0,19%  | 13. miejsce |
| 12  | Ameerah & Wildboyz  | „The Sound of Missing You”      | 27,11% | 1. miejsce  |
| 13  | Locnville           | „Sun in My Pocket”              | 0,38%  | 11. miejsce |
| 14  | Sabrina Washington  | „OMG”                           | 5,30%  | 6. miejsce  |
| 15  | Safri Duo & Velile  | „Helele”                        | 20,04% | 3. miejsce  |

### Finał
| Lp. | Artysta             | Piosenka                   | Głosy  | Miejsce    |
| --- | ------------------- | -------------------------- | ------ | ---------- |
| 2   | Tom Boxer & Antonia | „Morena”                   | 34,29% | 2. miejsce |
| 12  | Ameerah & Wildboyz  | „The Sound of Missing You” | 30,93% | 3. miejsce |
| 15  | Safri Duo & Velile  | „Helele”                   | 34,78% | 1. miejsce |

### Goście specjalni
- Edyta Górniak
- Junior Caldera & Sophie Ellis Bextor

## Ciekawostki
- Dan Balan z utworem „Chica Bomb” miał wystąpić z nr. 8., z przyczyn nieznanych nie uczestniczył w konkursie; za niego wystąpiła Graziella Schazad z piosenką „Take on Me”.
- Zespół Part Six miał wystąpić z nr. 4., jednak na trzy dni przed rozpoczęciem imprezy doszło do rozpadu grupy. Dlatego uczestnicy Bydgoszcz Hit Festiwalu – z przyczyn niezależnych od organizatorów − nie usłyszeli utworu „I’m in Love”, który miał pretendować do zagranicznego hitu lata.